# 早見俊
早見 俊（はやみ しゅん、1961年 <昭和36年> 4月17日 - ）は岐阜県岐阜市出身の小説家。主に時代小説のシリーズ作品を執筆し、現代物の警察小説にも著作がある。日本文藝家協会会員、日本推理作家協会会員、日本文芸家クラブ会員、歴史時代作家クラブ会員。

## 略歴
岐阜県立岐阜高等学校卒業後、法政大学経営学部に進学。卒業後は会社員をやりながら小説を執筆していた。国内、海外のミステリに造詣が深く、宝島社の、「このミステリがすごい」の回答者である。
2006年1月自費出版で、「びーどろの宴　淀屋闕所始末」（文芸社）を刊行後、学研M文庫で2006年11月に、「菊一輪　はみだし与力無頼帖」を機に時代小説のシリーズ作品を多数執筆する。会社員を続けながら執筆をしていたが、2007年9月以降、執筆に専念している。
シリーズ物の時代小説以外に、2014年2月、「常世の勇者　信長の十一日間」（中央公論新社）、2016年9月、「うつけ世に立つ　岐阜信長譜」（徳間書店）がある。「うつけ世に立つ　岐阜信長譜」は2017年織田信長岐阜入城450周年記念プロジェクトの一つとして岐阜市出身の早見と岐阜市、徳間書店、ムシカゴグラフィクスが提携した作品（Web連載時のタイトルは「醒睡の都　岐阜信長譜）。「歴史行路」にてWeb連載の後に刊行された。
また、歴史時代小説の他に、「覆面刑事ヒバリーヒルズ署事件簿」（実業之日本社文庫）を2015年8月に刊行した。
2016年、「操觚の会」の創設に参加し、副長を勤める。
2017年、「うつけ世に立つ　岐阜信長譜」が第23回中山義秀文学賞の最終候補作となる。

## 受賞歴

### 第六回歴史時代作家クラブ賞
- シリーズ賞「居眠り同心 影御用」二見時代小説文庫
- シリーズ賞「佃島用心棒日誌」角川文庫

## 著作
- 「びーどろの宴　淀屋闕所始末記」（2005年12月、文芸社、ISBN 978-4286007564）
- 「常世の勇者　信長の十一日間」（2014年12月、中央公論新社、ISBN 978-4120045271）
- 「うつけ世に立つ　岐阜信長譜」（2016年9月、徳間書店、ISBN 978-4198642488）
- 「覆面刑事貫太郎　ヒバリーヒルズ署事件簿」（2015年8月、実業之日本社文庫、ISBN 978-4408552491）
- 「D6犯罪捜査チーム　ブリザード[5]」（2018年3月、光文社文庫、ISBN 978-4334773984）
- 「最後の名裁き　大岡越前ふたたび[6]」（2018年9月　中公文庫、ISBN 978-4122066380）

## シリーズ作品
学研M文庫（学研パブリッシング）
- はみ出し与力無頼帖
- 婿同心捕物控え

コスミック時代文庫（コスミック出版）
- 見習い同心如月右京
- よわむし同心信長
- さすらい同心坂東一徹
- 公家さま同心飛鳥業平
- 若さま十兵衛　天下無双の居候
- 無敵の殿様
- 火盗改ぶっとび事件帳

二見時代文庫（二見書房）
- 目安番こって牛征史郎
- 居眠り同心影御用

ベスト時代文庫（KKベストセラーズ）
- せっこの平蔵道場ごよみ

廣済堂文庫（廣済堂出版）
- 町医者順道事件帳
- 粗忽の銀次捕物帳

だいわ文庫（大和書房）
- 闇御庭番

竹書房時代小説文庫（竹書房）
- 千住宿始末記

ハルキ文庫（角川春樹事務所）
- 偽者同心捕物控
- 八丁堀夫婦ごよみ

徳間文庫（徳間書店）
- 龍之介一両剣
- ご落胤隠密金五郎
- 大太刀軍兵衛奔る
- 労働Gメン草薙満

静山社文庫（静山社）
- 密命御庭番

光文社文庫（光文社）
- 浪花の江戸っ子与力事件帳
- 鳥見役京四郎裏御用
- 道具侍隠密帳

祥伝社文庫（祥伝社）
- 蔵宿師善次郎
- 一本鑓悪人狩り

講談社文庫（講談社）
- 双子同心捕物競い
- 上方与力江戸暦

PHP文庫（PHP出版）
- 二本十手捕物控

新潮文庫（新潮社）
- やったる侍涼之進奮闘剣
- 大江戸無双七人衆
- 大江戸人情見立て帖
- 放浪大名　水野勝成

双葉文庫（双葉社）
- 千代ノ介御免蒙る

角川文庫（KADOKAWA）
- 小伝馬町牢日誌
- 佃島用心棒日誌